# نیژنه‌آلکاشوو
نیژنه‌آلکاشوو (انگلیسی: Nizhnealkashevo) یک شهرک در شهرستان دیورتیورلینسکی در استان باشقیرستان کشور روسیه است.